# Kościół św. Antoniego Padewskiego w Postawach
Kościół św. Antoniego Padewskiego w Postawach – kościół parafialny w Postawach. Znajduje się w zakolu rzeki Miadziołki.

## Historia
Kościół został zbudowany w latach 1898-1904 (według innych źródeł 1880-87 lub 1889-90) według projektu architekta Artura Goebla, z wykorzystaniem fundamentów i piwnic dawnego klasztoru franciszkanów. Podczas I wojny światowej, front przechodził 4 km od Postaw i kościół został mocno uszkodzony. Zostały zniszczone organy, główny ołtarz, ambona, uszkodzone sklepienie, dach, okna i drzwi, częściowo mury. Świątynię odbudowano w latach dwudziestych XX wieku.
W 1949 roku władze sowieckie odebrały kościół parafialny wiernym i zamieniły go na skład zboża. W 1974 roku zaczęto przerabiać go na fabrykę części elektrycznych i jako fabryka funkcjonował do 1988 roku. Wówczas po usilnym staraniu wiernych został oddany na rzecz katolików i na nowo poświęcony po trzyletnim remoncie. Był to pierwszy kościół zwrócony wiernym w ZSRR.

## Architektura
Kościół został zbudowany z czerwonej cegły w stylu neogotyckim. Posiada trzy nawy, ściany wzmocnione szkarpami, transept, pięcioboczne prezbiterium i dwie zakrystie. Dominantą budowli jest strzelista, kilkukondygnacyjna wieża, odbijająca się w wodach jeziora postawskiego. Ma wysokość 52 m.
Przy kościele znajdują się dwa groby żołnierzy rosyjskich z I wojny światowej oraz symboliczny nagrobek proboszcza ks. Bolesława Maciejewskiego.

Galeria
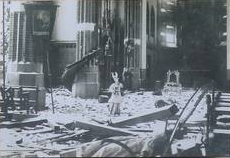
Zniszczone wnętrze kościoła podczas I wojny światowej
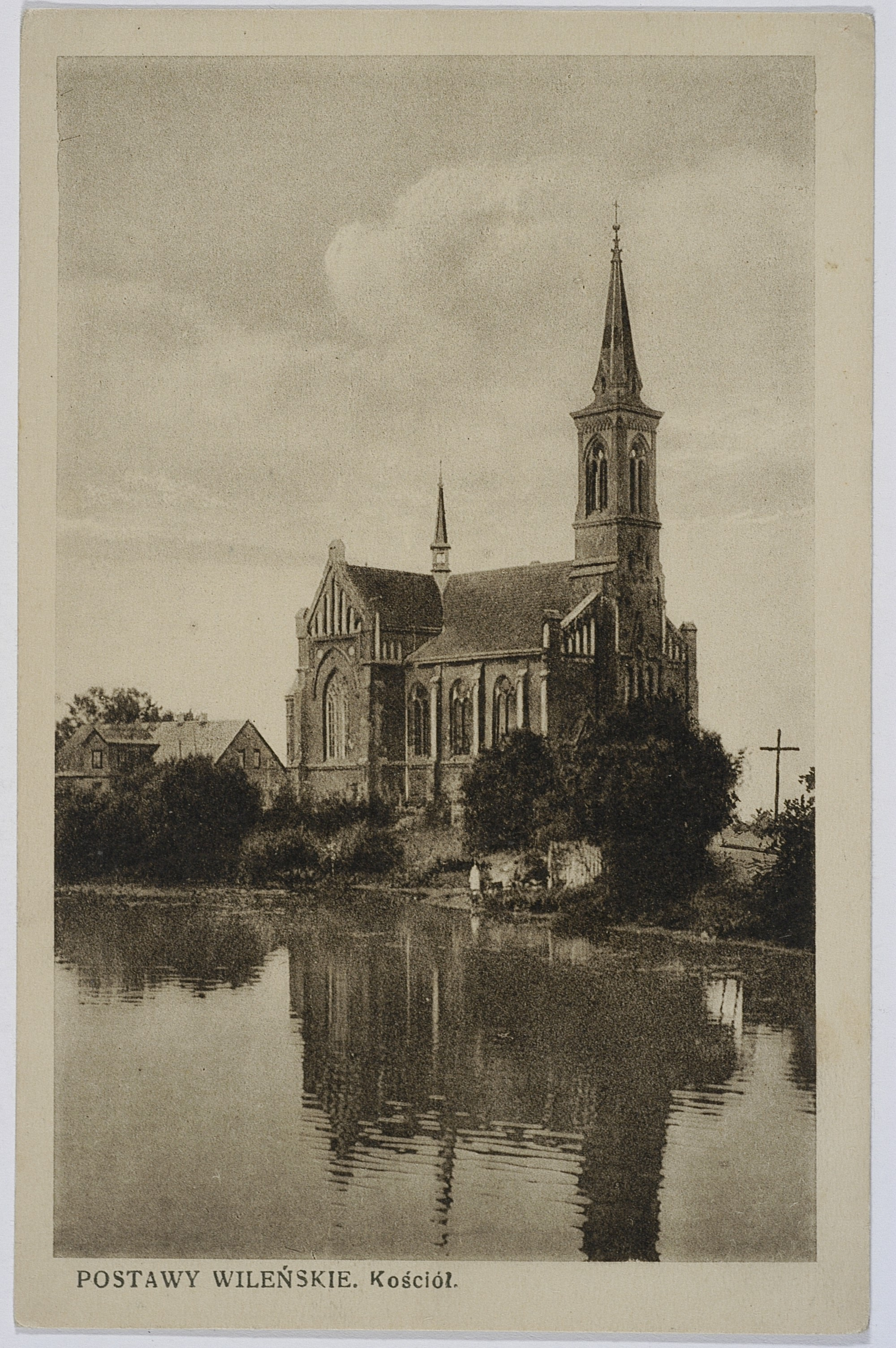
Kościół w dwudziestoleciu międzywojennym
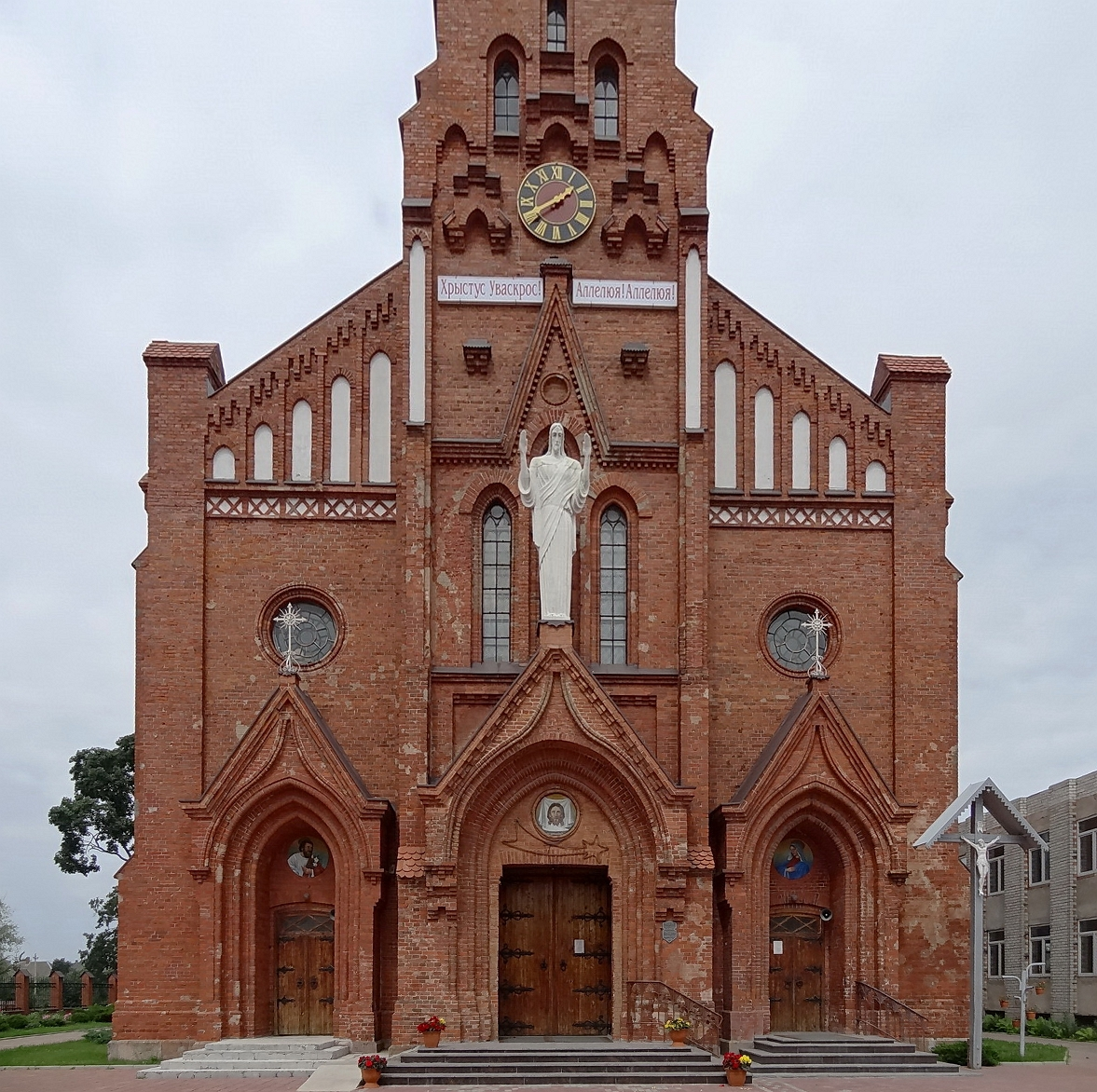
Fasada kościoła
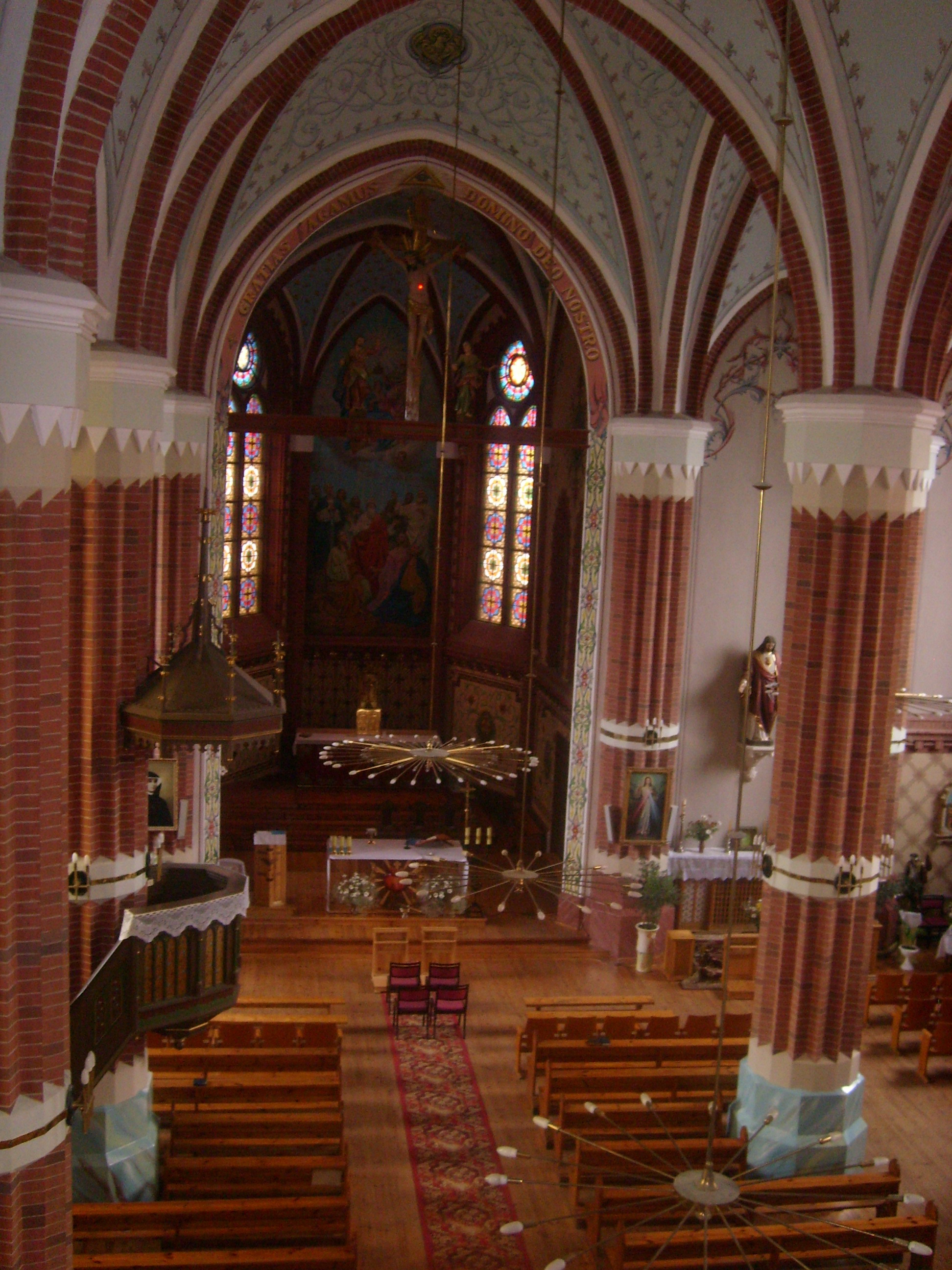
Wnętrze